# Zalman

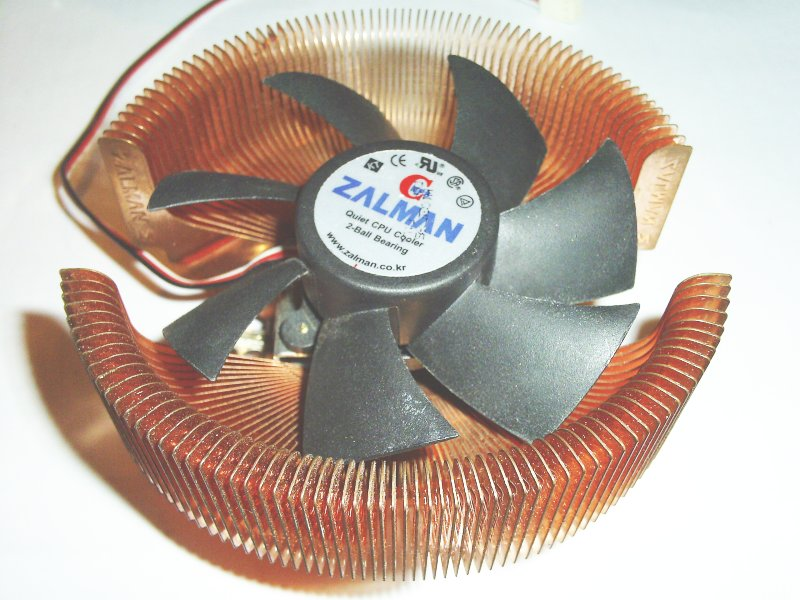
Un dissipateur thermique

Zalman est une entreprise coréenne qui développe des produits pour PC de bureau et qui était au départ spécialisée dans les systèmes de refroidissement  pour PC. Créée en 1999, l'entreprise est installée à Séoul. Elle dispose depuis 2002 d'une filiale aux États-Unis. L'entreprise produit aussi des écrans 3D.
Le 6 novembre 2014, l'entreprise est annoncée comme étant en liquidation, selon la société mère, Moneual.

## Histoire

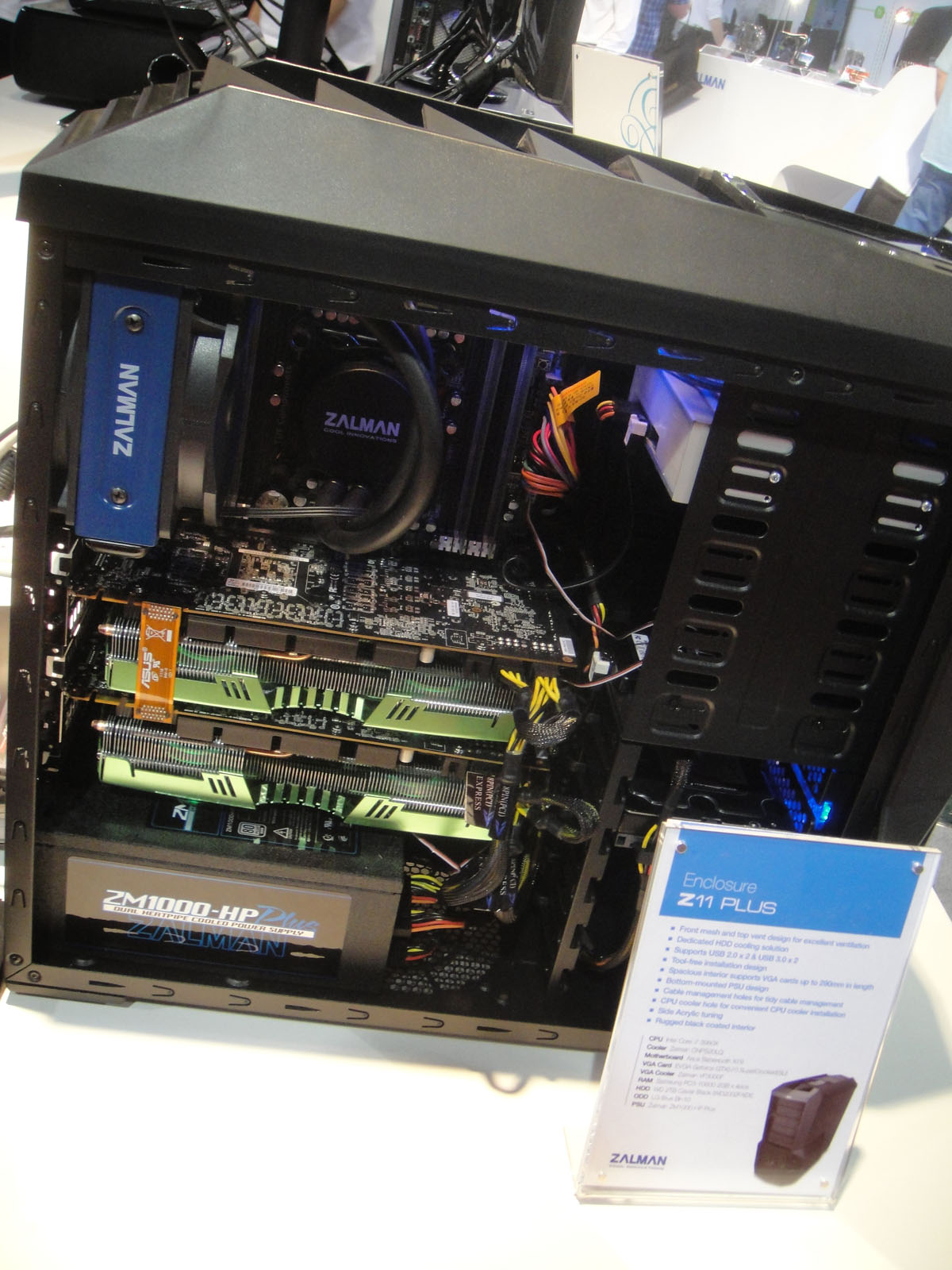
Exemple des produits fabriqués par Zalman

Zalman est une filiale du fabricant de robotique Moneual. Selon The Korea Times, Moneual omis de rembourser leurs obligations (massives) à l'exportation qui sont arrivées à échéance le 20 octobre 2014, et a finalement déclaré faillite. Depuis cet incident, le cours des actions de Zalman a rapidement chuté. Cependant, les chiffres ne concordent pas - Moneual a à plusieurs reprises signalé d'importants profits, leur rapport annuel 2013 s'élevant à près de 1,2 milliard de dollars de chiffre d'affaires et plus de 100 millions de dollars de bénéfices. Les autorités locales sont naturellement devenues très méfiantes et ont ouvert des enquêtes, les rapports préliminaires indiquent qu'il existe des preuves d'une fraude d'entreprise bien conçue.
Moneual a prétendument acquis Zalman en 2011 dans le cadre de leur plan directeur. Ils ont faussé les documents d'exportation et les comptes de Zalman, surestimant largement leurs exportations et leurs revenus, afin de devenir admissibles à d'énormes prêts bancaires. Ce qui est encore plus intéressant est un article publié par le Korea JoongAng Daily, où un employé prétend que la plupart des employés savaient que la société était une imposture, mais malgré les profits surnaturels des quelques dernières années, aucun des représentants du gouvernement n'ont levé les sourcils .

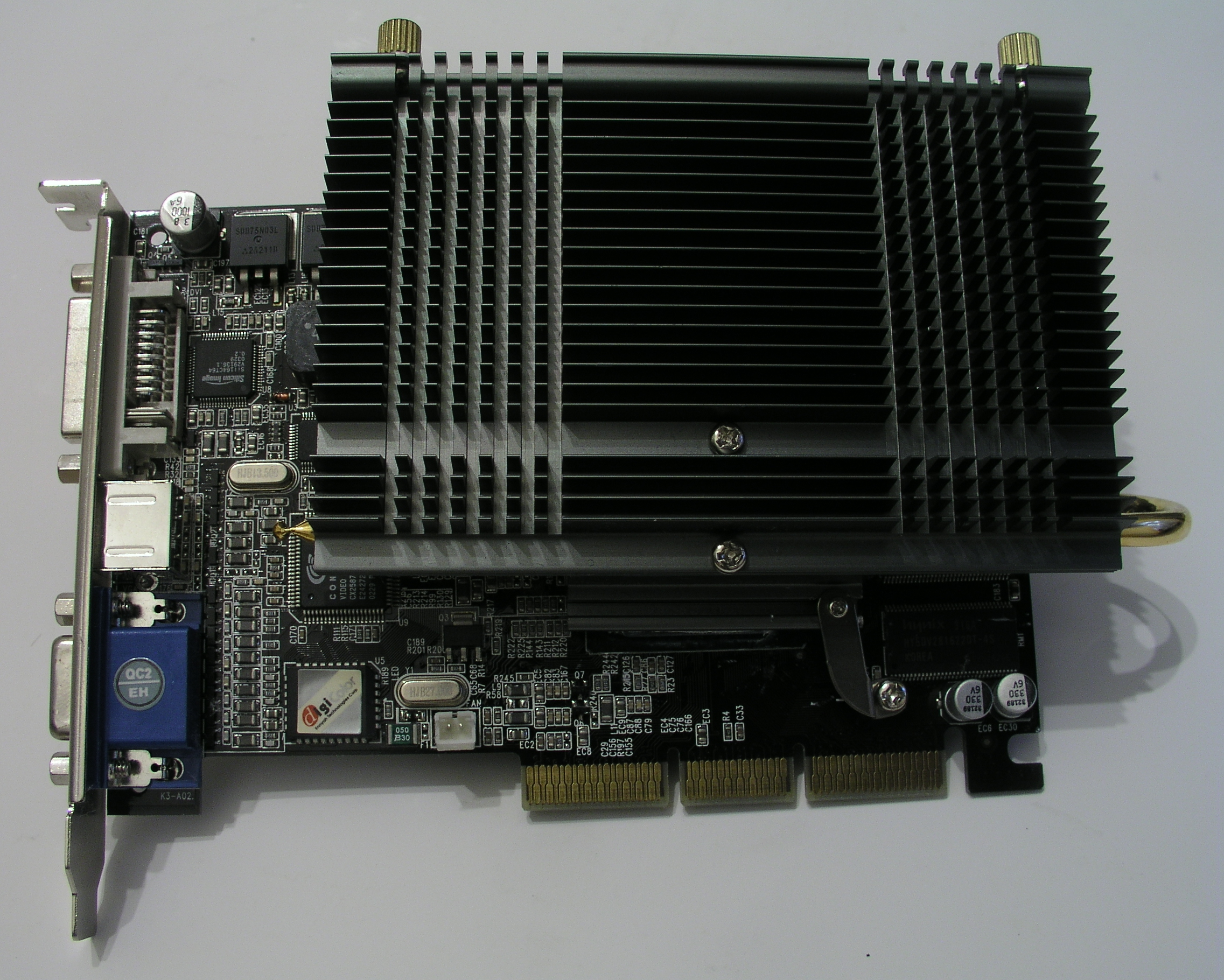
Carte Graphique Zalman

Zalman s'est étendu sur le marché de l'informatique en proposant dans un premier temps des solutions de refroidissement pour ordinateur puis par la suite s'est dirigé vers les boîtiers, les cartes graphiques et autres composants dédiés à l'informatique.
En 2013 Zalman s'allie à Zalbar pour créer une petite caméra de voiture, avec un GPS intégré.